# Alba Scaramucci Guaitini
Alba Scaramucci, coniugata Guaitini (Terni, 19 luglio 1947), è una politica e scrittrice italiana.

## Biografia
Figlia del partigiano e antifascista Gino Scaramucci, Alba Scaramucci si laureò in lettere presso l'Università degli Studi di Perugia. Fu dirigente della FGCI e membro del consiglio comunale di Gualdo Tadino.
In occasione delle elezioni politiche del 1976 figurò tra i candidati per la Camera dei deputati nella circoscrizione Perugia-Terni-Rieti, all'interno delle liste del Partito Comunista Italiano. In base ai risultati ottenuti, risultò eletta deputata, divenendo la prima donna umbra eletta alla Camera. Fu assegnata alla commissione Interni. Venne riconfermata anche nella tornata elettorale del 1979 e in quella del 1983. Rivestì la carica di segretario della commissione Interni dal 1983 al 1987, anno in cui cessò il suo ultimo mandato parlamentare.
Dopo aver lasciato il seggio, continuò ad occuparsi di politica come membro del Partito Democratico della Sinistra prima e dei Democratici di Sinistra poi. Nel 2022 il nome di Alba Scaramucci figurò tra i trenta "saggi" scelti come consiglieri dal giovane segretario del PD umbro Tommaso Bori.
All'attività politica, Alba Scaramucci affiancò quella letteraria come autrice di numerosi romanzi.

## Opere
- Alba Scaramucci, Il paese di Pietra e altri racconti, Perugia, Volumnia, 1995, ISBN 9788885330689.
- Alba Scaramucci, Sigillo. La suggestione d'un richiamo, Perugia, Volumnia, 1997, ISBN 88-85330-75-4.
- Alba Scaramucci, Donne, Perugia, Volumnia, 2006, ISBN 8889024283.
- Alba Scaramucci, Quei prati chiamati Valmare, Perugia, Volumnia, 2011, ISBN 8889024550.
- Alba Scaramucci, La mia amica Laura. Contessa Laura Donini Montesperelli (1765-1854). Spunti di storia e racconto, Perugia, Volumnia, 2015, ISBN 88-89024-76-3.
- Alba Scaramucci, Rapsodie per Vittoria Aganoor Pompilj, Perugia, Volumnia, 2018, ISBN 8889024909.
- Alba Scaramucci, Alice carissima ti scrivo..., Perugia, Futura, 2022, ISBN 88-3378-118-6.